# Recopa Sudamericana 2019

De Recopa Sudamericana 2019 was de 27ste editie van de Zuid-Amerikaanse supercup die jaarlijks gespeeld wordt in het Zuid-Amerikaanse voetbal tussen de winnaars van de CONMEBOL-competities Copa Libertadores en Copa Sudamericana.

## Gekwalificeerde teams
| Team                 | Kwalificatie                   | Vorige deelnames           |
| -------------------- | ------------------------------ | -------------------------- |
| River Plate          | Winnaar Copa Libertadores 2018 | 4 (1997, 1998, 2015, 2016) |
| Athletico Paranaense | Winnaar Copa Sudamericana 2018 | geen                       |

## Wedstrijdinfo

### 1e wedstrijd
|                               |                      |     |             |                                                                                           |
| 22 mei 2019 21:30 uur (UTC-3) | Athletico Paranaense | 1–0 | River Plate | Arena da Baixada, Curitiba Toeschouwers: 30.406 Scheidsrechter: Wilmar Roldán ( Colombia) |
| 22 mei 2019 21:30 uur (UTC-3) | Ruben 25'            |     |             | Arena da Baixada, Curitiba Toeschouwers: 30.406 Scheidsrechter: Wilmar Roldán ( Colombia) |

### 2e wedstrijd
|                               |                                         |     |                      | |
| 30 mei 2019 21:30 uur (UTC-3) | River Plate                             | 3–0 | Athletico Paranaense | Estadio Monumental Antonio Vespucio Liberti, Buenos Aires Toeschouwers: 66.500 Scheidsrechter: Roberto Tobar ( Chili) |
| 30 mei 2019 21:30 uur (UTC-3) | Fernández 65' Pratto 90+1' Suárez 90+5' |     |                      | Estadio Monumental Antonio Vespucio Liberti, Buenos Aires Toeschouwers: 66.500 Scheidsrechter: Roberto Tobar ( Chili) |